# Золотково (Новгородська область)
Золотково (рос. Золотково) — присілок у Окуловському районі Новгородської області Російської Федерації.
Населення становить 7  осіб. Належить до муніципального утворення Угловське міське поселення.

## Історія
До 1927 року населений пункт перебував у складі Новгородської губернії. У 1927-1944 роках перебував у складі Ленінградської області.
Згідно із законом N 355-ОЗ від 2 грудня 2004 року належить до муніципального утворення Угловське міське поселення.

## Населення
| 1879 | 1911 | 2002 | 2006 | 2010 | 2011 |
| ---- | ---- | ---- | ---- | ---- | ---- |
| 76   | ↗101 | ↘18  | ↘10  | ↘4   | ↗7   |